# 朱當澻
安丘榮順王朱當澻（1454年11月1日—1505年8月20日），明朝魯藩第二代安丘王，安丘靖恭王朱泰坾之孫，安丘莊簡王朱陽鐆（追封）的嫡長子。

## 生平
景泰五年十月十一日（1454年11月1日）生，母衛氏。成化三年（1467年）其父朱陽鐆去世後，其被冊立為安丘長孫。成化八年（1472年）二月，安丘靖恭王朱泰坾去世。成化十二年四月初三日（1476年4月26日），朱當澻襲封安丘王，奏請追封朱陽鐆為安丘王。
弘治十年（1497年），卫氏去世。八月，朱當澻上疏朝廷，称决意在父母坟园结庐守孝终老，并把王位让给成年的嫡长子朱健。明孝宗肯定他的孝心，但指出旧无事例，只许他于本府居丧行礼。
弘治十八年七月二十一日（1505年8月20日），朱當澻去世，享年五十二歲，諡號榮順。三年後，朱健樸襲爵。

## 家庭

### 妻妾
- 妃韓氏，韓璠女
- 內助孔氏，湖州府同知孔公啟女，追封繼妃
- 媵侍范氏
- 媵侍石氏

### 子孫
- 嫡長子：安丘長子→安丘端惠王朱健
- 庶次子：鎮國將軍朱健梲
- 嫡三子：鎮國將軍朱健杼[3]
- 庶四子：朱健槅，夭折
- 庶五子：鎮國將軍朱健[4]，號四松
  - 孫：輔國將軍朱觀熚（1530年－1577年），號深齋
    - 曾孫：奉國將軍朱頤㙗
      - 玄孫：朱壽𨯚
      - 玄孫：朱壽

    - 曾孫：奉國將軍朱頤墇
    - 曾孫：奉國將軍朱頤
    - 曾孫：奉國將軍朱頤𩀅
    - 曾孫女：景福縣君，儀賓程一元
    - 曾孫女：仙潭縣君，儀賓宮繼賢
    - 曾孫女：南岩縣君，儀賓李鎰
    - 曾孫女：未封，嫁李滋[5]
- 庶六子：鎮國將軍朱健樈，號竹涯[6]
  - 孫：輔國將軍朱觀炊（1529年－1599年），號毅齋
    - 曾孫：奉國將軍朱頤㙡
    - 曾孫：奉國將軍朱頤𩀬[7]
- 第一女：青城縣主，儀賓孔承需
- 第二女：寧陵縣主，儀賓王舜夔
- 第三女：鎮平縣主
- 第四女：翁源縣主

## 壙誌
朱當澻葬於烏龍山，壙誌出土於1962年，現藏山東省鄒城市孟廟內。

魯藩安丘榮順王壙誌銘

御賜

王讳当澻，乃大明太祖高皇帝六世之玄孙，祖安丘靖恭王，考安丘庄簡王，母妃卫氏，嫡生于景泰五年十月十一日，成化十二年四月初三日册封为安丘王。妃韩氏，兖州府邹县任湖廣衡州府酃县知县韩瑄男韩璠女，令德贤淑，表仪宗姻，先逝。朝廷遣官以礼祭葬，卜之于邹之乌龙山之麓。王因妃逝，情有弗忍，坚持其操，欲终身不娶。母妃谕劝，屢屢方奏，选到宣圣五十八代孙湖州府同知孔公启女，端静柔淑，勤于内助，先逝。朝廷复遣官祭葬以礼，蒙追封为继妃，亦葬于是山。曰范氏、曰石氏，皆王之媵侍也。王生前为人孝友敦睦，资性雅重，居常不忘言矣。虽造次之际，人亦未尝见其有轻遽态。且好读儒书，尤注意于庄老之学。人之善称之不置口，有过者必掩而覆之。年十一，值王考薨逝，朝夕号泣三日，水浆不入口。至十四，遭王祖考妣旬餘继逝，两丧并举一，皆如礼祭葬。与诸伯仲奉养慈闱，温清定省，承颜顺志。母妃寝疾，忧容黯惨，祝天欲以身代母妃。弃违，哀悔顿绝，恒不欲其有生，治丧悉遵礼度，及殡，于王考合葬，王扶柩徒行六十余里。恳切具奏朝廷，愿以麻衣终身在山庐墓。钦蒙孝宗敬皇帝赐以褒美，具见孝心，只着在本府居丧行礼。由此王不钦酒茹荤者三年，事死如生也，事亡若存也，永于孝思，终身不志。其孝显著，凡有耳目者悉知，诚有以光前而启后也。弘治十八年七月二十一日以疾薨，享年五十有二。子六人：嫡健樸，封长子，夫人孔氏，宣圣五十九代孙孔彦佑女；次健梲，次健杼，次健朴，俱封镇国将军，悉未选配；次健樈，次三岁尚幼。女四人，长封青城县主，配仪宾孔承需；次封宁陵县主，配仪宾王舜夔，县主早逝；次封镇平县主，次封翁源县主，俱未选配。上闻讣，辍视朝一日，遣官谕祭，谥曰荣顺。命有司治丧葬如制。在京亲王及文武官员皆致祭一十六坛。以正德元年五月十有一日与与妃韩氏、继妃孔氏合葬焉。御制铭曰：呜呼！王以宗室之亲，为国藩辅。茂膺封爵，贵富兼隆。兹以令终，夫复何憾？爰述其概，纳诸幽圹，用垂不朽云。